# Ricardo Lobo
Ricardo Lobo (sinh ngày 20 tháng 5 năm 1984) là một cầu thủ bóng đá người Brasil.

## Sự nghiệp câu lạc bộ
Ricardo Lobo đã từng chơi cho Tochigi SC, Kashiwa Reysol, JEF United Chiba và Ehime FC.